# Манукян, Алекс
А́лекс (Але́к) Манукя́н (англ. Alex Manoogian, арм. Ալեք Մանուկյան; 28 июня 1901 Смирна, Османская империя — 10 июля 1996, Детройт, США) — американский бизнесмен, технолог и филантроп, президент Армянского всеобщего благотворительного союза (AGBU). Известен своей активной благотворительной деятельностью в пользу армянского народа. Его имя носят резиденция мэра Детройта, улицы в Монреале, Ереване. Национальный Герой Армении (1994).

## Биография
Алекс (Алек) Манукян родился 28 июня 1901 года в г. Смирна (Османская империя). Начальное и среднее образование получил в местных армянских школах. В 19 лет эмигрировал в США. Сначала прибыл в город Бриджпорт (Коннектикут), где работал на фабрике и одновременно преподавал армянский язык на вечерних курсах для взрослых. В дальнейшем переезжая из города в город, в 1924 году обосновался в Детройте. Там он нашёл работу на заводе, производящем автозапчасти, а в 1929 году основал свою собственную компанию, ставшую транснациональной Masco Corporation с годовой прибылью более 3 миллиардов долларов.
В 1930-е годы Алекс Манукян вступил в Армянский всеобщий благотворительный союз (AGBU), а в 1953 году был избран его президентом. В 1970 году, после того как за 17 лет руководства он смог увеличить капиталовложения AGBU с 8 до 50 миллионов долларов, Манукяна избрали пожизненным президентом этой благотворительной организации. За период его президентства (1953—1989 годы) активы Союза выросли с 8 млн долларов до 105 млн долларов, причем он лично внес на разные программы из собственных средств более 40 млн долларов. Манукян особое внимание уделял созданию армянского образования в США. В 1963 году в Мичигане была открыта частная школа Алекса и Мари Манукян. В 1968 году он создал культурный фонд А. Манукяна для поддержки программ в армянской диаспоре и в Армянской ССР. Преемницей Алекса Манукяна на посту президента Союза в 1989—2002 годах была его дочь Луиза.
Алекс Манукян скончался 10 июля 1996 года в Детройте. 17 июля 2007 года в знак признания его заслуг перед Армянской Апостольской Церковью и армянским народом его прах вместе с прахом его супруги Мари Манукян был перезахоронен в Первопрестольном Святом Эчмиадзине. Супруги Манукян погребены напротив музея-сокровищницы Святого Эчмиадзина, построенного на их средства. По решению Армянской Апостольской Церкви ежегодно в период Масленицы Преображенского поста проводится отдельное поминовение Алекса и Мари Манукян.

## Награды
- Национальный Герой Армении (14 октября 1994 года) — за исключительные заслуги общенационального значения, многолетнюю и плодотворную деятельность на благо нации.
- Почётная медаль острова Эллис.

## Память
- В 2006 году была выпущена почтовая марка Армении, посвящённая А. Манукяну.
- В Ереване его именем названа улица.